# 黛比·凯勒
黛比·凯勒（英語：Debbie Keller，1975年3月24日—），美国女子足球运动员，场上位置是前锋。她曾代表美国国家队参加1995年国际足联女子世界杯，结果队伍获得季军。